# Tetrachord
Tetrachord – cztery kolejne dźwięki siedmiostopniowej skali muzycznej zawierające się w kwarcie czystej. 
Podział tetrachordów:
- ze względu na dźwięki skali muzycznej, jakie zawiera:
  - tetrachord dolny – zawiera pierwsze cztery dźwięki (w gamie C-dur są to: c, d, e, f)
  - tetrachord górny – zawiera pozostałe trzy dźwięki i pierwszy powtórzony o oktawę wyżej (w gamie C-dur są to: g, a, h, c)
- ze względu na strukturę interwałów wewnątrz tetrachordu:
  - tetrachord diatoniczny – zbudowany jest z dwóch sekund wielkich i jednej sekundy małej
    - tetrachord diatoniczny durowy – zbudowany kolejno z: sekundy wielkiej, sekundy wielkiej, sekundy małej
    - tetrachord diatoniczny molowy – zbudowany kolejno z: sekundy wielkiej, sekundy małej, sekundy wielkiej
    - tetrachord diatoniczny eolski – zbudowany kolejno z: sekundy małej, sekundy wielkiej, sekundy wielkiej

  - tetrachord harmoniczny – zbudowany, kolejno, z sekundy małej, sekundy zwiększonej i sekundy małej
  - tetrachord chromatyczny – zbudowany, kolejno, z tercji wielkiej oraz dwóch ćwierćtonów.